# Leichtle (apellido)

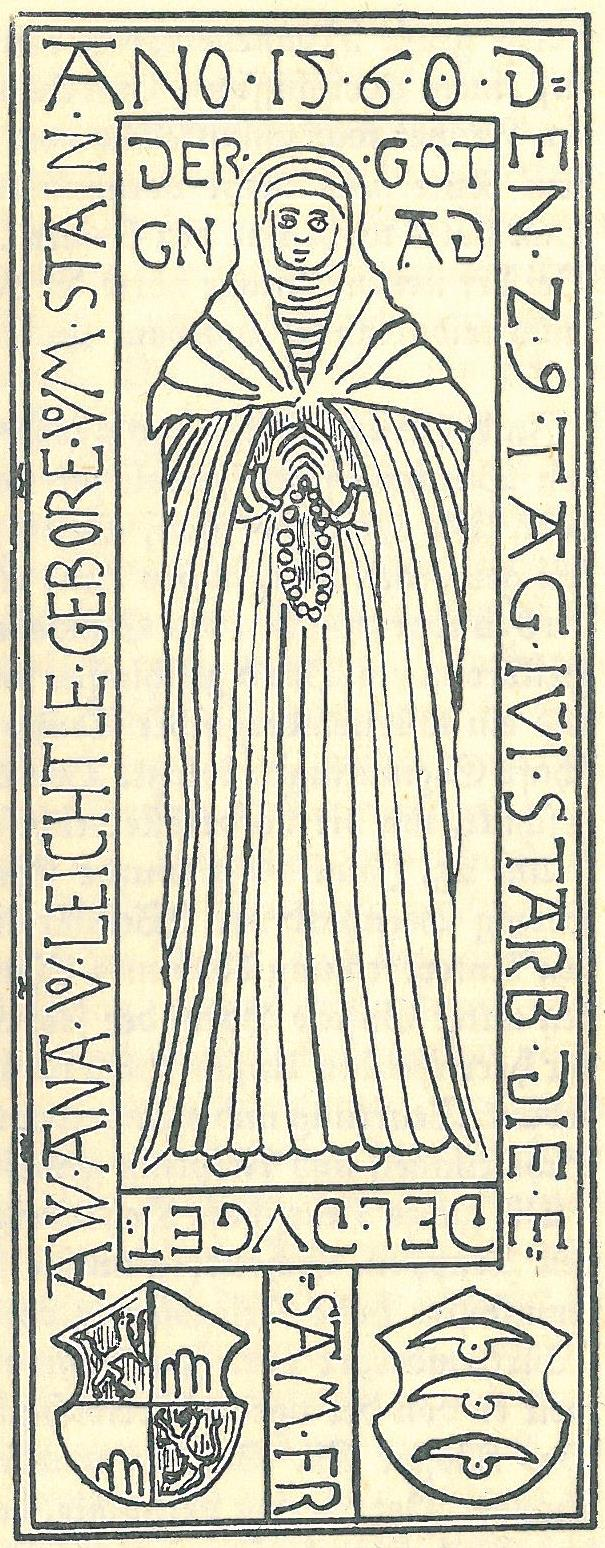
Monumento a Anna von Leichtle, monja, murió en el monasterio de Urspring el 29 de junio de 1560.

 Leichtle  es un apellido oriundo de Alemania. En tiempos premedievales, el pueblo alemán usaba sólo un nombre; pero con el aumento de población, se hizo necesario el uso de apellidos hereditarios.
El de Leichtle es un apellido oficio. Parece provenir del diminutivo de leicht (del alto alemán, luz), por lo que es posible que el origen del apellido se relacione al oficio de fabricante de velas.
Dentro de los registros más antiguos del apellido, se encuentra Anna von Leichtle (?-1560), Monja en el monasterio de Urspring (Baviera). Otro antiguo registro es el de Georg Leichtle, nacido en la ciudad de Ersingen (actual estado de Baden-Württemberg, Alemania) en 1578, hijo de Christian Leichtle y Ursula Vetter.

## Descripción del escudo de armas
En campo de azur, un candelero con vela.

## El apellido en la actualidad
A partir del siglo XIX, existieron grandes procesos migratorios en Europa, incluida Alemania. 
En Chile, en y como parte de la inmigración alemana del siglo XIX en el país, en 1857 llega al país Johann Georg Leichtle (1818, Württemberg, Imperio alemán -1880, Puerto Rosales (Puerto Varas), Chile),  ancestro de todos los Leichtle en Chile.